# Berghamn (Eckerö)

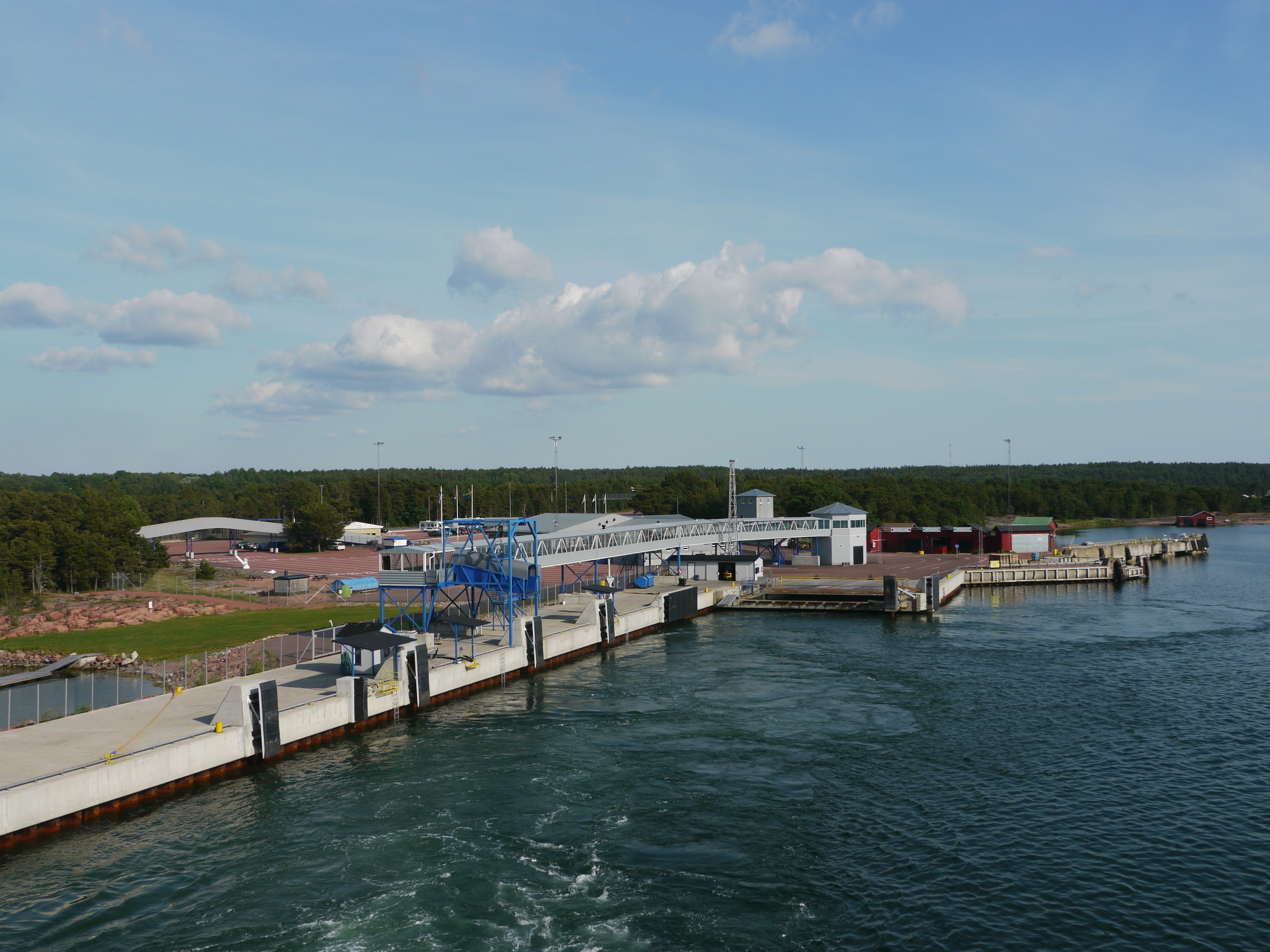
Berghamn, waar de veerboot van Eckerö linjen vertrekt naar Zweden

Berghamn is de meest westelijke veerhaven van de autonome Finse eilandengroep Åland, gelegen in de Oostzee. Berghamn is gelegen in de gemeente Eckerö.
De haven is over de weg (Huvudväg 1) ongeveer 35 km verwijderd van de hoofdstad Mariehamn.
Vanaf hier is er een internationale veerverbinding van de Eckerö linjen (niet te verwarren met Eckerö Line) naar Grisslehamn in Zweden. Het veer vaart dagelijks meerdere malen en de overtocht duurt een kleine 2 uur, waarbij een tijdzonegrens wordt overschreden: schijnbaar duurt de reis naar Grisslehamn dus maar één uur en de reis naar Eckerö drie uur. Dit is een aanzienlijk snellere en goedkopere oversteek dan die vanuit Stockholm naar Mariehamn, maar daartegenover staat dat verder over het land gereisd moet worden.
In de directe nabijheid van Berghamn bevindt zich het dorp Storby en er zijn verschillende grote sportfaciliteiten zoals een golfbaan en een grote sporthal (Eckeröhallen).